# Чаплиці-Куркі
Чаплиці-Куркі (пол. Czaplice-Kurki) — село в Польщі, у гміні Кшиновлоґа-Мала Пшасниського повіту Мазовецького воєводства.
Населення — 53 особи (2011).
У 1975-1998 роках село належало до Остроленцького воєводства.

## Демографія
Демографічна структура станом на 31 березня 2011 року:
|          | Загалом | Допрацездатний вік | Працездатний вік | Постпрацездатний вік |
| -------- | ------- | ------------------ | ---------------- | -------------------- |
| Чоловіки | 24      | 6                  | 15               | 3                    |
| Жінки    | 29      | 5                  | 22               | 2                    |
| Разом    | 53      | 11                 | 37               | 5                    |